# حاجز مهمازي
أثناء نمو القلب، تنحرف فتحة الجيوب الوريدية [الإنجليزية] بشكل غير مباشر، ويحميها صمامان، الصمامان الوريديان الأيمن والأيسر؛ فوق الفتحة تتّحد هذه مع بعضها البعض وتستمر مع طية تسمى الحاجز المهمازي (الاسم العلمي: Septum spurium).